# M. S. Viswanathan
Pour les articles homonymes, voir Viswanathan.
M. S. Viswanathan ou M.S.V., né le 24 juin 1928 au Kerala et mort le 14 juillet 2015 à Chennai, est un compositeur de musiques de film, célèbre en Inde du Sud depuis cinq décennies. On le connait sous le nom familier de Mellisai Mannar (expression tamoule, signifiant « Roi de la musique légère »). Ses œuvres principales ont été faites pour des films tamouls, malayalam et telugu. Il a également joué et chanté dans quelques films.

## Biographie
M. S. Viswanathan est originaire du Kerala, de langue malayalam. Il est fils de Subramanian et Narayanikutty (ou Naanikutty), et né à la maison Manayangath (d'où dérive l'une des initiales de son nom) au village d'Ilappully (Palakkad, Kerala, Inde) en 1928. Il perd son père alors qu'il est âgé de quatre ans. Il est sauvé de la mort par son grand-père, lorsque sa mère décide de se tuer avec lui pour échapper à la pauvreté abjecte et au manque de toute aide qui les frappent. Il est vendeur de friandises dans un cinéma pendant son enfance, et Neelakanda Bhagavathar lui enseigne plus tard la musique. À l'âge de 13 ans, il se produit sur scène pour la première fois. 
En dépit de ses origines kéralites, il commence une carrière prolifique de compositeur de musique de film pour l'industrie cinématographique tamoule.
Sa première partition est pour le film Panam (1952). Il domine la composition de musique de film dans l'industrie cinématographique de l'Inde du Sud pendant les années 1960 et 1970, écrivant des partitions pour plus de 800 films. Ses réalisations vont de son introduction d'approches nouvelles aux mélodies, au style et à l'orchestration, jusqu'à l'incorporation de ce qu'on peut appeler « la musique du monde » (world music) dans la musique des films indiens. Il chante plus de 500 de ses propres chansons, ainsi que celles d'autres compositeurs comme V. Kumar, Shankar Ganesh, Ilayaraaja, Gangai Amaran, Deva et A. R. Rahman. Il a aussi écrit de la musique pour plus de 50 albums n'incluant pas de film, ainsi que pour des campagnes politiques. De même, il fait de nombreuses apparitions dans plusieurs films et séries télévisées. 
Il a également travaillé avec le poète et parolier bien connu Kannadasan. Par une étrange coïncidence, tous deux sont nés le même jour, M.S.V. étant le plus jeune d'un an. Dès la fin des années 1980, M. S. Viswanathan concentre ses activités sur la composition de musique religieuse et sur son rôle d'arbitre dans des reality shows malayalam.

## Récompenses
M.S. Viswanathan a reçu de nombreuses récompenses, dont les suivantes :
- Paramacharya Award, ce qui signifie « Le gourou ultime » en 2006.
- Doctorat conferré par Sathyabama University en 2006.
- Madhavapeddi Satyam Award par la Siva Foundation en 2005.
- Lauréat de l'Award d'or Remi de la meilleure partition musicale pour Vishwa Thulasi en 2005.
- Life Time Achievement Award (« Récompense pour l'œuvre d'une vie ») par le groupe Sangam Kala en 2004.
- Isai Sangam lui a rendu hommage avec Isai Peraringnar, qui signifie « Grand spécialiste de la musique » en 2004.
- Kalaimamani - Un joyau de l'art - du gouvernement de l'État du Tamil Nadu.
- Septième Kamukura Award - décerné par le ministère de la Culture du Kerala.
- WorldFest Houston (États-Unis)
- People and Media l'a décrit comme « l'Université de la musique ».
- Les médias lui ont donné le titre de Mellisai Mannar en même temps que T.K. Rammoorthy, ce qui signifie « Roi de la musique légère » ou « Roi des mélodies ».
- Le titre de Sangeetha Saraswathi remis par Poojya Sri Guruji Viswanath de Manava Seva Kendra en 2008 à Chennai.

## Filmographie

### Films tamouls
Ce sont pour les films tamouls que M. S. Viswanathan a le plus composé :
1. Panam, 1952
2. Sandirani, 1953
3. Jenova, 1954
4. Marumagal, 1954
5. Pona Machhan Thirumbivanthan
6. Sorga Vasal
7. Sugam Engey
8. Vairamalai
9. Gulebagavali, 1955
10. Jayagopi
11. Neethibathi
12. Porter Kandan
13. Paasavalai, 1956
14. Thenaliraman
15. Baktha Markandeya, 1957
16. Mahadevi
17. Patthini Deivam
18. Pudhaiyal
19. Kudumba Gauravam, 1958
20. Maalai Itta Mangai
21. Pathi Bhakthi
22. Petramaganai Vitra Annai
23. Mamudhavalli, 1959
24. Bagapirivinai
25. Raja Malayasimhan
26. Sivagangai Cheemai
27. Thalai Kodutthan Thambi
28. Thanga Padhumai, 1960
29. Aalukku Oru Veedu
30. Kavalai Illatha Manithan
31. Mannadhi Mannan
32. Ondru Pattal Undu Vazhavu
33. Rathhinapuri Ilavarasi
34. Baagiya Lakshmi, 1961
35. Manappanndal
36. Paalum Pazhamum 1961
37. Paasamalar
38. Paavamannippu
39. Aalayamani, 1962
40. Bale Paandiya
41. Bandha Pasam
42. Katthiruntha Kangal
43. Nenjil Oor Alayam
44. Nichiya Thamboolam
45. Paadha Kaanikkai
46. Padithhal Mattum Podhuma
47. Paarthal Pasi Theerum
48. Paasam
49. Policekaran Magal
50. Senthamarai
51. Sumaithaangi
52. Thendral Veesum
53. Veerathirumagan
54. Aanandha Jothi, 1963
55. Idhayathil Nee
56. Idhu Satthiyam
57. Karpagam
58. Maniyosai
59. Nenjam Marappadhillai
60. Paar Magale Paar
61. Panathottam
62. Periya Idatthu Pen
63. Aandavan Kattalai, 1964
64. Deivathaai
65. Enkadamai
66. Kaikoduttha Deivam
67. Kalaikoyil
68. Karnan
69. Karuppu Panam
70. Kathalikka Neramillai 1964
71. Pacchai Vilakku
72. Padagotti
73. Panakkara Kudumbam
74. Pudiya Paravai
75. Server Sundaram
76. Vazhkai Vazhvadarke
77. Aanandhi, 1965
78. Aayiratthil Oruvan
79. Enga Veettu Pillai 1965
80. Hello M.. Zamindar
81. Kalangarai Villakkam
82. Kuzhandaiyum Deivamum
83. Magane Kel
84. Nee
85. Neelavanam
86. Panam Padaithavan
87. Panjavarnakkili
88. Pazhani
89. Poojaikku Vandha Malar
90. Santhi
91. Vaazhkai Padagu
92. Vennira Aadai
93. Anbe Vaa, 1966
94. Chandrodayam
95. Chitthi
96. Engapappa
97. Gowrikalyanam
98. Kodimalar
99. Kumarippen
100. Motor Sundaram Pillai
101. Naan Aanai Ittal
102. Nadodi
103. Namma Veethu Lakshmi
104. Parakkum Pavai
105. Petralthan Pillaiya
106. Ramu
107. Thattungal Thirakkapadum
108. Anubhavam Pudumai, 1967
109. Anubhavi Raja Anubhavi
110. Bama Vijayam
111. Bhavani
112. Iru Malargal
113. Kavalkaran
114. Nenjirukkumvarai
115. Ooty Varai Oravu
116. Pen Endral Pen
117. Selvamagal
118. Thangai
119. Anbu Vazhi, 1968
120. En Thambi
121. Enga Oor Raja
122. Galatta Kalyanam
123. Kallum Kaniyagum
124. Kanavan
125. Kannan En Kadhalan
126. Kudi Irundha Koil
127. Kuzhandhaikkaga
128. Lakshmi Kalyanam
129. Neeyum Naanum
130. Nimirndhunil
131. Oli Vilakku
132. Pudhiya Bhoomi
133. Ragasiya Police 115
134. Thaamarai Nenjam
135. Vuyarntha Manithan
136. Vuyira Manama
137. Anbalippu, 1969
138. Annaiyum Pithavum
139. Atthai Maga
140. Deivamagan
141. Kanne Pappa
142. Kannippen
143. Namnadu
144. Nil Gavani Kadhali
145. Odum Nadhi
146. Paalkudam
147. Poova Thalaiya
148. Saanthi Nilayam
149. Sivandha Mann
150. Thirudan
151. Edhir Kalam, 1970
152. Enga Mama
153. Engal Thangam
154. Enginrundho Vandhal
155. Kaaviyathlaivi
156. Maalathi
157. Namma Kuzhandaigal
158. Nilave Nee Satchi
159. Paadhukappu
160. Raaman Etthanai Ramanadi
161. Sorgam
162. Thedivandha Mappillai
163. Veetukku Veedu
164. Anbukkor Annan, 1971
165. Avalukendru Oor Manam
166. Babu
167. Iru Dhuruvam
168. Kumarikottam
169. Mugmadhu Bin Thuklak
170. Meendum Vazhven
171. Moondru Deivangal
172. Naangu Suvargal
173. Neerum Neruppum
174. Oru Thaai Makkal
175. Praptham
176. Punnagai
177. Rikshawkaran
178. Savale Samali
179. Soodhattam
180. Sudarum Sooravaliyum
181. Sumathi En Sundari
182. Thangaikkaga
183. Thenum Paalum
184. Uttharavindri Ulle Vaa
185. Veettuku Oru Pillai
186. Aasirvadham, 1972
187. Dharmam Engey
188. Dikku Theriyadha Kattil
189. Enna Mudalali Sowkiyama
190. Gnana Oli
191. Idho Enthan Deivam
192. Kanna Nalama
193. Kasedan Kadavulada
194. Mister Sampath
195. Nawab Naarkali
196. Needhi
197. Pattikkada Pattanama
198. Pillaiyo Pillai
199. Raja
200. Raaman Thedia Seethai
201. Sange Muzhangu
202. Thangadurai
203. Thavapudhalvan
204. Alaigal, 1973
205. Bagdad Perazhagi
206. Bharatha Vilas
207. Engal Thai
208. Ganga Gowri
209. Gauravam
210. Manidharil Manikkam
211. Manippayal
212. Nalla Mudivu
213. Paasa Deepam
214. Ponoonjal
215. Pookkari
216. Rajapart Rangadurai
217. School Master
218. Sollatthan Ninaikiren
219. Sondham
220. Suriya Gandhi
221. Thalaiprasavam
222. Ulagam Sutrum Valiban
223. Vaayadi
224. Akkaraipachhai, 1974
225. Anbai Thedi
226. Atthaiya Mamiya
227. Aval Oru Thodarkathai
228. Dheerga Sumangali
229. En Magan
230. Engal Kula Deivam
231. Kanmani Raja
232. Magalukkaga
233. Manikka Thottil
234. Naan Avanillai
235. Netru Indru Naalai
236. Panatthukkaga
237. Pen Ondru Kanden
238. Roshakkari
239. Samayalkaran
240. Sirithu Vazhavendum
241. Sivakamiyin Selvan
242. Thaai
243. Thaai Pirandhal
244. Thanga Padakkam
245. Thirudi
246. Thirumangalyam
247. Urimaikural
248. Aboorva Ragangal, 1975
249. Amudha
250. Anaya Vilakku
251. Anbe Aaruyire
252. Avanthan Manithan
253. Dr. Siva
254. Idhyakkani
255. Mannavan Vandhanadi
256. Naalai Namadhe
257. Ninaithadhai Mudippavan
258. Paattum Bharathamum
259. Thaai Veetu Seedhanam
260. Vaira Nenjam
261. Vazhndhu Kattugiren
262. Akka, 1976
263. Chitra Pournami
264. Grihapravesam
265. Idhaya Malar
266. Lalitha
267. Magarasi Vazhga
268. Manmada Leela
269. Mayor Meenatchi
270. Moondru Mudichu
271. Mutthana Mutthallavo
272. Needhikku Thalai Vanangu
273. Neeyindri Naanillai
274. O Manju
275. Oorukku Uzhaippavan
276. Oru Kodiyil Iru Malargal
277. Payanam
278. Perum Pughazhum
279. Rojavin Raja
280. Sandhadhi
281. Thunivey Thunai
282. Unakkaga Naan
283. Ungalil Orutthi
284. Unmaiye Un Vilai Enna
285. Uzhaikkum Karangal
286. Vazahvu En Pakkam
287. Veeduvarai Uravu
288. Aaru Pushpangal, 1977
289. Annan Oru Kovil
290. Avan Oru Sarithhiram
291. Avargal
292. Deviyin Thirumanam
293. Ellam Avale
294. Enna Thavam Seidhen
295. Gas Light Mangamma
296. Ilaya Thalaimurai
297. Indru Pol Endrum Vazhga
298. Meenava Nanban
299. Naam Pirandha Mann
300. Nee Vazhavendum
301. Pattina Pravesam
302. Pennai Solli Kutramillai
303. Perumaikkuriyaval
304. Punidha Anthoniar
305. Punniyam Seidaval
306. Sila Nerangalil Sila Manidhargal
307. Thani Kudithhanam
308. Aayiram Jenmangal, 1978
309. Agni Pravesam
310. Andaman Kadali
311. Aval Thandha Uravu
312. En Kelvikkenna Badhil
313. Ennai Pol Oruvan
314. Ganga Yamuna Kaveri
315. General Chakkaravarthi
316. Ilayarani Rajalatchumi
317. Iraivan Kodutha Varam
318. Justice Gopinath
319. Kungumam Kadai Solgiradhu
320. Maduraiyai Meetta Sundarapandian
321. Nizhal Nijamagiradhu
322. Oru Nadigai Nadagam Paarkiral
323. Oru Veedu Oru Ulagam
324. Pilot Premnath
325. Punniya Bhoomi
326. Rudra Thandavam
327. Sankar Salim Saiman
328. Seer Varisai
329. Taxi Driver
330. Thanga Rangan
331. Vandikaran Magan
332. Vannakathhukuriya Kadaliye
333. Varuvan Vadivelan
334. Vayasupponnu
335. Aadu Paambe, 1979
336. Aasaikku Vayasillai
337. Chellakkili
338. Chittira Chevvanam
339. Disai Mariya Paravaigal
340. Imayam
341. Kama Sasthiram
342. Kizhakkum Merkum Sandikkindrana
343. Kuppathu Raja
344. Maayandi
345. Mahalakshmi
346. Mangalavadhhiyam
347. Needhikkumun Neeya Naana
348. Neela Malargal
349. Neelakkadalin Orrathile
350. Ninaithale Inikkum
351. Noolveli
352. Ore Vaanam Ore Bhoomi
353. Porter Ponnusami
354. Sivappukal Mookuthhi
355. Sri Ramajayam
356. Suprabatham
357. Thirisoolam
358. Velli Radham
359. Avan Aval Adhu, 1980
360. Azhaithhal Varuven
361. Bama Rukmani
362. Billa
363. Bombai Mail
364. Deiveegaragangal
365. Dharmaraja
366. Engal Vadhhiyar
367. Geetha Oru Shenbagappoo
368. Ivargal Vidhhiyasamanavargal
369. Mazhalai Pattalam
370. Megathukkum Dagam Vundu
371. Oru Kai Osai
372. Oru Velladu Vengaiyagiradhu
373. Polladhavan
374. Rattha Pasam
375. Savithri
376. Sujatha
377. Varumaiyin Niram Sigappu
378. Viswaroopam
379. 47 Natkal, 1981
380. Amarakaviyam
381. Anbulla Atthan
382. Andha Ezhu Natkal
383. Arumbugal
384. Deiva Thirumanangal
385. Devi Dharisanam
386. Enga Oor Kannagi
387. Kalthoon
388. Keezhvaanam Sivakkum
389. Kudumbam Oru Kadhambam
390. Kulakozhundhu
391. Lorry Driver Rajakannu
392. Maadi Veetu Eazhai
393. Mohana Punnagai
394. Nadhi Ondru Karai Moondru
395. Pattam Padavi
396. Rani
397. Raanuva Veeran
398. Satthiya Sundaram
399. Saval
400. Thanneer Thanneer
401. Thee
402. Thillu Mullu
403. Thiruppangal
404. Agni Satchi, 1982
405. Anu
406. Deviyin Thiruvilayadal
407. Erattai Manidhan
408. Garuda Sowkiyama
409. Hitler Vumanath
410. Kanmani Poonga
411. Manal Kayiru
412. Murai Ponnu
413. Naan Kudhitthukonde Iruppen
414. Oorukku Oru Pillai
415. Oru Varisu Vuruvagiradhu
416. Paritchaikku Neramachu
417. Pokkiri Raja
418. Sangili
419. Simla Spécial
420. Thambathyam Oru Sangeetham
421. Theerpu
422. Thiyagi
423. Thunaivi
424. Vaa Kanna Vaa
425. Vadai Malai
426. Vasanthathil Oor Nal
427. Brammacharigal, 1983
428. Dowry Kalyanam
429. Idhu Engga Naad
430. Mridhanga Chakkravarthi
431. Naalu Perukku Nandri
432. Ore Indiya Kanavu
433. Poikkal Kudhirai
434. Police Police
435. Sandhippu
436. Saranalayam
437. Silk Silk Silk
438. Sivappu Sooriyan
439. Sumangali
440. Thambadhigal
441. Unmaigal
442. Yamirukka Bayamen
443. Yuddha Kaandam
444. Aalaya Deepam, 1984
445. Iru Medaigal
446. Nenjatthai Alli Thaa
447. Puyal Kadandha Boomi
448. Raja Thandhiram
449. Raja Veetu Kannukutti
450. Saritthira Nayagan
451. Sirai
452. Siranjeevi
453. Tharasu
454. Thiruppam
455. Ammavum Neeye Appavum Neeye, 1985
456. Aval Sumangalidhan
457. Erimalai
458. Janani
459. Mookkanankayiru
460. Navagraha Nayaki
461. Nermai
462. Partha Gyabagam Illaiyo
463. Sugamana Raagangal
464. Unnai Vidamatten
465. Aval Oru Thamizhachi, 1986
466. Deiva Magal
467. Jeeva Nadhi
468. Kanne Kaniyamudhe
469. Manakannakku
470. Meendum Pallavi
471. Mella Thirandhathu Kadavu
472. Nambinar Keduvadhillai
473. Nilave Malare
474. Sivappu Malargal
475. Vasantha Raagam
476. Elangeswaran, 1987
477. Kaalam Marudhu
478. Kadhai Kadhaiyam Karanamaam
479. Kootu Puzhukkal
480. Mupperum Deviyar
481. Needhikku Dhandanai
482. Neram Nallayirukku
483. Sattam Oru Vilayattu
484. Thaali Dhanam
485. Valayal Chattham
486. Velundu Vinai Illai
487. Oomaithurai, 1988
488. Sudandhira Nattin Adimaigal
489. Thannga Kalasam
490. Thappu Kanakku
491. Dravidan, 1989
492. En Arumai Manaivi
493. Meenatchi Thiruvilayadal
494. Raja Nadai
495. Rasatthi Kalyanam
496. Varam
497. Eerikarai Poongaatre, 1990
498. Silambu
499. Gnanaparavai, 1991
500. Irumbu Pookkal
501. Jodi Sendhachhu, 1992
502. Neenga Nalla Irukkanum
503. Senthamizhpattu
504. Dhool Parakkudhu, 1993
505. Patthinippen
506. Senthamizh Selvan, 1994
507. Engirundho Vandhan, 1995
508. Manikandan Mahimai
509. Vetri Vinayagar, 1996
510. Om Saravana Bhava, 1997
511. Vishwa Thulasi, 2004
512. Kaalam Badil Sollum
513. Mamiyar Vijayam
514. Ilakkiya Solai

### Filmstelugu
1. Manase Mandiram (remake de Nenjil Oru Alayam)
2. Praja Rajyam
3. Santhosham
4. Tenali Raman
5. Baktha Markandeya
6. Maa Gopi
7. Raja Malayasimhan
8. Intiki Deepam Illale
9. Aasha Jeevulu
10. Ammai Kaarisi
11. Premalu Pellillu
12. Anthuleni Kadha
13. Chilakamma Chepindhi
14. Idhi Kadha Kaadhu
15. Agali Rajyam
16. Tholi Koodi Kuusindhi
17. 47 Rojulu
18. Maanasa Veena
19. Simha Baludu
20. Chatte Kaladi Chattaiya
21. Samrat Asoka
22. Triloka Sundari
23. Maro Charithra
24. Ramu
25. Mahadevi

### Filmsmalayalam
1. Janova
2. Lanka Dahanam
3. Manthrakodi
4. Pani Theeratha Veedu
5. Jesus
6. Divya Darsanam
7. Chandrakaantham
8. Jeevikkan Marannupoya Sthree
9. Babu Mon
10. Ullasayathra
11. Dharma Kshethre Kurukshethre
12. Aval Oru Thudarkadha
13. Panchami
14. Ajayanum Vijayanum
15. Yakshaganam
16. Themmadi Velappan
17. Rajayogam
18. Ayiram Janmangal
19. Kuttavum Sikshayum
20. Hridayame Saakshi
21. Ormakal Marikkumo
22. Akshaya Pathram
23. Rathi Manmadhan
24. Amme Anupame
25. Parivarthanam
26. Sangamam
27. Chila Nerangalil Chila Manushyar
28. Madhurikkunna Rathri
29. Randu Penkuttikal
30. Sundarimarude Swapnangal
31. Muhammadum Musthafayum
32. Velluvili
33. Snehathinte Mukhangal
34. Itha Oru Manushyan
35. Randilonnu
36. Viswa Roopam
37. Iniyum Kanam
38. Indra Dhanussu
39. Simhasanam
40. Pathivrtha
41. Venalil Oru Mazha
42. Vadaka Veedu
43. Oru Ragam Pala Thalam
44. Jeevitham Oru Ganam
45. Manikoya Kurup
46. Ezham Kadalinakkare
47. Lorry
48. Theeram Thedunnavar
49. Swarga Devatha
50. Avan Oru Ahankari
51. Kolilakkam
52. Panchapandavar
53. Jeevikkan Padikkanam
54. Thirakal Ezhuthiya Kavitha
55. Ankuram
56. Marmaram
57. Kaikeyi
58. Sneha Bandhanam
59. Ariyatha Vedhikal
60. Minimol Vathikkanil
61. Athirathram
62. Thennal Thedunna Poovu
63. Idanilangal
64. Priyamvadakkoru Pranayageetham
65. Amme Bhagavathi
66. Bhagavan
67. Ariyatha Bandham
68. Samskaram
69. Kai Ethum Doorathu (Old)
70. Iyyer The Great
71. Oliyambukal
72. Veeralippattu
73. Sthreekku Vendi Sthree
74. Sabarimalayil Thanka Sooryodayam
75. Amma Ammayiyamma
76. Valkannezhuthi (Hold)